# Christopher Ricke
Christopher Ricke (* 1962) ist ein deutscher Journalist, der seit 2001 als Moderator bei Deutschlandfunk Kultur arbeitet. Eine große Bedeutung hatte sein Interview Horst Köhler 2010.

## Leben
Ricke studierte Politikwissenschaft und Geographie an der Katholischen Universität Eichstätt-Ingolstadt sowie Wirtschaftswissenschaft an der Fernuniversität Hagen. Er ist Absolvent der Akademie für neue Medien in Kulmbach der Akademie für Publizistik Hamburg, der Akkadeus Berlin sowie des Institut Christoph Mahr Berlin.
Sein Volontariat machte Ricke beim Donaukurier in Ingolstadt. Von 1991 bis 1996 gehörte er zum Moderatorenteam des Bayern 3 am Mittag. Er schrieb für die Gong und die Zeitschrift Focus. Er war Redakteur von Radio Gong 96.3 einem Münchner Lokalradiosender, Sat.1 in Unterföhring, und wirkte im Heyne-Verlag München. Unter anderem arbeitete er für den Bayerischen Rundfunk als Moderator in den Programmen B5 aktuell, Bayern 3, Bayern 1, sowie das Bayerische Fernsehen.
Seit 2001 ist Ricke Redakteur und Moderator der Sendung Studio 9 beim Deutschlandfunk Kultur.
Er dozierte an der Akademie für neue Medien in Kulmbach, der Akademie der Bayerischen Presse München sowie an der ARD.ZDF medienakademie. Er ist systemischer Coach und Therapeut.
Am 6. Mai 2014 führte er ein kontrovers diskutiertes Interview mit Mehmet Daimagüler, der im NSU-Prozess zwei Familien der Opfer Abdurrahim Özüdoğru und İsmail Yaşar aus Nürnberg als Rechtsanwalt vertrat.

## Interview mit Horst Köhler 2010
2010 begleitete er den damaligen Bundespräsidenten Horst Köhler zur Expo 2010 nach Shanghai. Kurz nach dem Start in Shanghai informierte Horst Köhler die ihn begleitende Delegation im Luftwaffen-Airbus „Theodor Heuss“ über den Bordlautsprecher, dass die Flugroute geändert würde. In Termez wechselte der Bundespräsident in eine Transall C-160 und flog erstmals in seiner Amtszeit nach Afghanistan. Mit seinem aus Sicherheitsgründen geheim gehaltenen Blitzbesuch im größten deutschen Feldlager in Mazar-i-Sharif stärkte Köhler den deutschen Soldaten am Hindukush den Rücken und dankte für ihren Einsatz. Nach dem Start in Termez gab Horst Köhler Ricke ein Interview zu den Aufgaben der Bundeswehr, das letztlich zu seinem Rücktritt führte.
Juan Moreno porträtierte Ricke danach im Spiegel 23/10 unter dem Titel „Rickes Reise“. Für das Medium Magazin kürte ihn die Jury 2010 zum Journalist des Jahres in der Kategorie Politik mit der Begründung, ihm sei mit dem Interview vor Köhlers Rücktritt, wenn auch ungeplant, ein Scoop historischen Ausmaßes gelungen.